# Broteochactas porosus
Espèce
Broteochactas porosus est une espèce de scorpions de la famille des Chactidae.

## Distribution
Cette espèce se rencontre au Venezuela au Bolívar et au Guyana sur le mont Roraima.

## Description
Le syntype mesure 24 mm.

## Publication originale
- Pocock, 1900 : Myriapoda and Arachnida. Report on a collection made by Messrs F. V. McConnell and J. J. Quelch at Mount Roraima in British Guiana. Batrachians. Transactions of the Linnean Society of London, sér. 2, vol. 8, p. 64-71 (texte intégral).